# فوشولی
فوشولی (به سوئدی: Forsvik) یک منطقهٔ مسکونی در سوئد است که در بخش کارلسنبوری واقع شده‌است. فوشولی ۰٫۸۳ کیلومتر مربع مساحت و ۳۴۲ نفر جمعیت دارد.